# Mayke de Jong
Mayke de Jong (Amsterdam, 13 oktober 1950) is een Nederlands hoogleraar middeleeuwse geschiedenis aan de Universiteit Utrecht. Haar onderzoek betreft vooral religie en politiek in de vroege middeleeuwen.

## Carrière
In 1977 behaalde Mayke de Jong haar doctoraal aan de Universiteit van Amsterdam en in 1986 op diezelfde universiteit haar doctoraat. Een jaar later werd ze als hoogleraar aangesteld bij de Universiteit Utrecht.

## Geselecteerde bibliografie
- "Monniken, ridders en geweld in elfde-eeuws Vlaanderen". In: Anton Blok en Lodewijk Brunt (Red.), Beschaving en geweld (Themanummer Sociologische Gids mei/juni/juli/augustus, nr. XXIX, 1982 (pp. 279–296)
- "Pollution, penance and sanctity. Ekkehard's Life of Iso of St Gall". In: J. Hill & M. Swan (Eds.), The Community, the Family and the Saint: Patterns of Power in Early Medieval Europe (pp. 145–158) (14 p.). Turnhout, 2000
- "The Empire as 'ecclesia'. Hrabanus Maurus and biblical historia for rulers". In: Y. Hen & M. Innes (Eds.), The Uses of the Past in the Early Middle Ages (pp. 191–226) (36 p.). Cambridge: Cambridge University Press, 2002
- "Bride shows revisited: praise, slander and exegesis in the reign of the empress Judith". In: L. Brubaker & J M H Smith (Eds.), Gender in the Early Medieval World. East and West, 300-900 (pp. 257–277) (21 p.). Cambridge: Cambridge University Press, 2004.
- "Het nieuwe Israël: christelijk koningschap onder de Karolingen". Kleio, 50 (2), (pp. 4–8) (5 p.), 2009
- The Penitential State, Authority and Atonement in the Age of Louis the Pious, 814-840, Cambridge University Press, 2011
- "Pausen, vorsten, aristocraten en Romeinen. Van Gregorius de Grote (594-605) tot Adrianus II (872-882)". In: F W Lantink (Eds.), De Paus en de Wereld. Geschiedenis van een Instituut (pp. 53–70) (18 p.). Amsterdam: Boom, 2011
- "Paschasius Radbertus and Pseudo-Isidore - The evidence of the Epitaphium Arsenii". In: Valerie L Garver & Owen M. Phelan (Eds.), Rome and Religion in the Medieval World - Studies in honor of Thomas F.X. Noble (pp. 149–177) (28 p.). Farnham: Ashgate.
- "For God, king and country: the personal and the public in the Epitaphium Arsenii". In: Early medieval history, 25 (1), (pp. 102–113) (12 p.).'
- Epitaph for an Era: Politics and Rhetoric in the Carolingian World (Cambridge: Cambridge University Press, 2019; paperback edition, 2020). ISBN 978-1-108-81388-4.
- Confronting Crisis in the Carolingian Empire. Paschasius Radbertus' Funeral Oration for Wala of Corbie. Translated and annotated by Mayke de Jong and Justin Lake (Manchester: Manchester University Press, 2020). ISBN 978-1-5261-3484-4.